# 五月的35日
《五月的35日》（德語：Der Pfad）是導演托比亞斯·維曼所執導的劇情片，改编自2017年出版的魯迪格·柏特萊姆创作的同名儿童小说，內容講述二戰時期一對被納粹通緝的父子，計畫離開歐洲前往美國的逃亡旅程。本片於2022年2月17日在德國當地上映，台灣於2023年12月1日上映。

## 劇情大綱
1940年代，第二次世界大戰全面爆發，戰事正如火如荼地進行。現年12歲的洛弗帶著他最喜歡的一本小說《5月35日》（德語：Der 35. Mai oder Konrad reitet in die Südsee），作者為埃利希·克斯特納；以及最忠誠的小獵犬阿迪，和父親路德維希——一名因批評時事，被納粹列入黑名單的記者，決心逃離納粹魔爪。四處流亡的他們，將從法國南部穿越庇里牛斯山脈，目標是從葡萄牙搭上前往美國的船班，和等待許久的洛弗母親會合。途中他們尋求一對專門協助流亡者的夫妻幫忙，在牧羊女諾麗雅兒的帶領下，三人一狗展開生死未卜的驚險逃難之旅......

## 演員列表
- 朱利斯衛考夫（德语：Julius Weckauf）饰 洛弗：對世界充滿好奇心的12歲男孩，和父親流亡在法國馬賽，有一隻名叫阿迪的聰明獵犬。
- 沃尔克·布鲁赫（Volker Bruch）饰 路德維希：洛弗的父親，一名新聞記者。因撰寫了批判希特勒的文章而被納粹列入追捕名單，決心帶著兒子啟程逃亡至美國，和洛弗的母親會合。
- 諾娜卡多納（Nonna Cardoner）饰 諾麗雅兒：年齡和洛弗相當的牧羊女，也是路德維希父子在逃亡路線中的接應幫手。
- 布魯娜庫西（英语：Bruna Cusí）饰 艾絲特：游擊隊組織的一員。
- 潔特梅爾柏爾森（德语：Jytte-Merle Böhrnsen）饰 安娜：前柏林藝術家，現協助逃亡者製作偽造的證件。
- 安娜瑪莉亞穆埃（德语：Anna Maria Mühe）饰 凱特：洛弗的母親，提早一步逃亡至美國，和父子倆已多年未相見。
- 阿迪：洛弗的愛犬，傑克羅素梗犬。名字的由來為希特勒的小名（Adi）。

## 電影發行
拍攝工作於2020年11月5日在德國北萊茵-威斯特法倫州結束，由華納兄弟影業德國分公司發行。

## 背景
在第二次世界大戰之前，庇里牛斯山脈就為走私者提供了穿越法國和西班牙邊境的機會。許多難民都曾使用過這條路線，其中包括哲學家華特·班雅明和作家亨利希·曼。奧匈帝國的流亡者麗莎菲特科和她的丈夫等游擊隊員，定居在法國南部的濱海巴紐爾斯（Banyuls-sur-Mer），便是透過這條路徑將人們偷渡至西班牙。難民們穿過此處後，多數會搭上輪船前往美國。華特·班雅明是麗莎菲特科安排穿越庇里牛斯山脈的第一位難民，然而他卻在加泰隆尼亞波爾沃地區，因恐懼和絕望結束了自己的生命，起因為他無法出示法國的出境證明。2009年時為了紀念他，便將這條充滿歷史痕跡的道路在法國一側命名為“華特·班雅明小徑”（Chemin Walter Benjamin），在西班牙一側則命名為“華特·班雅明路線”（Ruta Walter Benjamin）。

## 獎項榮譽（評選）
- 2022 年：德國電影獎-最佳兒童電影授予製片人丹尼爾埃倫伯格（Daniel Ellsberg）[6]
- 2022年： 德國金麻雀大獎（Goldener Spatz）——故事片[7]
- 2022 年：德國金麻雀大獎（Goldener Spatz）– 最佳女主角：諾娜卡多納 飾演 諾麗雅兒 [8]
- 2022 年：德國金麻雀大獎（Goldener Spatz）– 導演托比亞斯維曼（Tobias Wiemann）獲得圖林根總理獎[9]
- 2022 年：瑞典BUFF國際電影節 最佳兒童電影，授予導演托比亞斯維曼（Tobias Wiemann）
- 2022 年： Kindertiger – 最佳兒童電影劇本獎[10]
- 2023 年：德國影評人協會獎- 2022 年最佳青少年電影（由德國影評人協會頒發）導演托比亞斯維曼（Tobias Wiemann）[11]

## 外部連結
- 網際網路電影資料庫（IMDb）上《五月的35日》的資料（英文）
- 豆瓣電影上《五月的35日 （页面存档备份，存于）》的資料 （簡體中文）
- 台灣發行商鴻聯國際官網上《五月的35日 （页面存档备份，存于）》的資料（繁體中文）
- 開眼電影網上《五月的35日》的資料（繁體中文）